# Grohmann Engineering
Grohmann Engineering es una empresa alemana de ingeniería, con sede en Prüm, en el land Renania-Palatinado. Grohmann Engineering proporciona máquinas para ensamblaje, entre otros productos, de baterías y componentes electrónicos.

## Historia
La empresa fue fundada en 1963 por Klaus Grohmann. En medio de una dura competencia con las grandes compañías del motor, Grohman Engineering se ha especializado en pequeños componentes, pero de gran especialización. En 2016, la empresa cuenta con más de 700 empleados, de los que un tercio son ingenieros. El resto son mecánicos de alta cualificación, control y software. También tiene 80 empleados más distribuidos por otros puntos de Alemania. También cuenta con sede en China. Una de sus especialidades es la prueba de nuevos materiales, semiconductores y automatización de procesos. 

### Nueva sede
Grohmann Engineering, desde 1983, tiene sede en Prüm, en la región de Eifel. En 1996 participó en el proyecto Deutsche Beteiligungs AG, con un 25,1% de la inversión.

## Tesla Motors
El 8 de noviembre de 2016, se anunció que el fabricante de automóviles estadounidense Tesla Motors adquirió un 75% de Grohmann Engineering por una cantidad no desvelada. La empresa futura llevará el nombre de Tesla Automation Germany y será la filial europea de Tesla Motors. La compañía busca abaratar los costes de producción del nuevo Model 3.
Con esta nueva compañía, Tesla Motors busca ampliar su capacidad productiva para su Model 3 (en 2016 estima fabricar 100.000 unidades en EE. UU.), que espera llevar a los 500.000 coches al año en 2018. Por eso ha invertido en Grohmann Engineering, una empresa que ayudó a poner en marcha las líneas de montaje para coches eléctricos de Daimler AG y BMW Group.